# Challenger Salinas
Il Challenger Salinas è un torneo professionistico di tennis che fa parte dell'ATP Challenger Tour. Si gioca annualmente dal 1996 sui campi in cemento del Salinas Golf & Tenis Club di Salinas, in Ecuador. Non si sono tenute le edizioni dal 2015 al 2020; il torneo è stato reinserito nel circuito nel 2021 con due edizioni nel giro di due settimane.
Il record di titoli appartiene ai detentori di due trofei in ambedue le discipline, rispettivamente Iván Miranda e Emilio Gómez per il singolare, Sebastián Prieto, Júlio Silva, Fernando Romboli e Sergio Galdós per il doppio.

## Albo d'oro

### Singolare
| Anno       | Campione               | Finalista                 | Punteggio           |
| ---------- | ---------------------- | ------------------------- | ------------------- |
| 2024       | Non disputato          | Non disputato             | Non disputato       |
| 2023       | Illja Marčenko         | Matija Pecotić            | 6–4, 6–4            |
| 2022       | Emilio Gómez (2)       | Nicolas Moreno de Alboran | 6(2)–7, 7–6(4), 7–5 |
| 2021 (2)   | Emilio Gómez (1)       | Nicolás Jarry             | 4–6, 7–6(6), 6–4    |
| 2021 (1)   | Nicolás Jarry          | Nicolás Mejía             | 7–6(2), 6–1         |
| 2020- 2015 | Non disputato          | Non disputato             | Non disputato       |
| 2014       | Víctor Estrella Burgos | Andrea Collarini          | 6–3, 6–4            |
| 2013       | Alejandro González     | Renzo Olivo               | 4–6, 6–3, 7–6(7)    |
| 2012       | Guido Pella            | Paolo Lorenzi             | 1–6, 7–5, 6–3       |
| 2011       | Andrés Molteni         | Horacio Zeballos          | 7–5, 7–6(4)         |
| 2010       | Brian Dabul            | Nicolás Massú             | 6–3, 6–2            |
| 2009       | Santiago Giraldo       | Michael Russell           | 6–3, 6–2            |
| 2008       | Iván Miranda (2)       | Diego Junqueira           | 6–2, 6–2            |
| 2007       | Juan Pablo Brzezicki   | Marcos Daniel             | 6–4, 6–4            |
| 2006       | Benjamin Becker        | Jesse Witten              | 4–6, 6–3, 6–2       |
| 2005       | Dennis van Scheppingen | Franco Ferreiro           | 6–2, 6–4            |
| 2004       | Alejandro Falla        | Gilles Müller             | 6(6)–7, 6–2, 6–2    |
| 2003       | Giovanni Lapentti      | Iván Miranda              | 6–3, 6–4            |
| 2002       | Iván Miranda (1)       | Ricardo Mello             | 6–3, 6–4            |
| 2001       | David Nalbandian       | Ronald Agénor             | 6–4, 6–2            |
| 2000       | Davide Sanguinetti     | Luis Horna                | 6–2, 6–2            |
| 1999       | Juan Ignacio Chela     | Hernán Gumy               | 6–4, 7–6            |
| 1998       | André Sá               | Guillermo Cañas           | 7–5, 5–7, 6–4       |
| 1997       | Oliver Gross           | Gilbert Schaller          | 6–1, 3–6, 6–2       |
| 1996       | Óscar Martínez         | Luis Morejón              | 6–2, 6–7, 6–3       |

### Doppio
| Anno       | Campioni                                       | Finalisti                                     | Punteggio           |
| ---------- | ---------------------------------------------- | --------------------------------------------- | ------------------- |
| 2024       | Non disputato                                  | Non disputato                                 | Non disputato       |
| 2023       | Vasil Kirkov Alfredo Perez                     | Ángel Díaz Jalil Álvaro Guillén Meza          | 7–5, 7–5            |
| 2022       | Yuki Bhambri Saketh Myneni                     | JC Aragone Roberto Quiroz                     | 4–6, 6–3, [10–7]    |
| 2021 (2)   | Nicolás Barrientos Sergio Galdós (2)           | Antonio Cayetano March Thiago Agustín Tirante | walkover            |
| 2021 (1)   | Miguel Ángel Reyes Varela Fernando Romboli (2) | Diego Hidalgo Skander Mansouri                | 7–5, 4–6, [10–2]    |
| 2020- 2015 | Non disputato                                  | Non disputato                                 | Non disputato       |
| 2014       | Roberto Maytín Fernando Romboli (1)            | Hugo Dellien Eduardo Schwank                  | 6–3, 6–4            |
| 2013       | Sergio Galdós (1) Marco Trungelliti            | Jean Andersen Izak van der Merwe              | 6–4, 6–4            |
| 2012       | Martín Alund Horacio Zeballos                  | Ariel Behar Carlos Salamanca                  | 6–3, 6–3            |
| 2011       | Facundo Bagnis Federico Delbonis               | Rogério Dutra da Silva João Souza             | 6–2, 6–1            |
| 2010       | Jonathan Marray Jamie Murray                   | Sanchai Ratiwatana Sonchat Ratiwatana         | 6–3, 6–4            |
| 2009       | Sanchai Ratiwatana Sonchat Ratiwatana          | Juan Pablo Brzezicki Iván Miranda             | 6–3, 7–6(4)         |
| 2008       | Júlio Silva (2) Caio Zampieri                  | Sebastián Decoud Dick Norman                  | 7–6(6), 6–2         |
| 2007       | Scott Lipsky David Martin                      | Thiago Alves Franco Ferreiro                  | 7–5, 7–6(9)         |
| 2006       | Thiago Alves Júlio Silva (1)                   | André Ghem Alexandre Simoni                   | 3–6, 6–4, [10–4]    |
| 2005       | Juan Pablo Brzezicki Cristian Villagrán        | Juan Pablo Guzmán Sergio Roitman              | 6–2, 6–4            |
| 2004       | Federico Browne Aisam-ul-Haq Qureshi           | José de Armas Eric Nunez                      | 6–3, 6–3            |
| 2003       | Martín García Sebastián Prieto (2)             | Michael Kohlmann Harel Levy                   | walkover            |
| 2002       | Brandon Coupe Jeff Salzenstein                 | Martín Rodríguez Diego Veronelli              | 6(3)–7, 6–4, 7–6(3) |
| 2001       | Luis Horna David Nalbandian                    | Daniel Melo Flávio Saretta                    | 6–4, 0–6, 6–1       |
| 2000       | Joan Balcells Mauricio Hadad                   | Emilio Benfele Álvarez Álex Calatrava         | walkover            |
| 1999       | Mariano Hood Sebastián Prieto (1)              | Lucas Arnold Ker Daniel Orsanic               | 6–2, 7–6            |
| 1998       | David di Lucia Michael Sell                    | Mariano Hood Sebastián Prieto                 | 7–6, 6–4            |
| 1997       | Fernando Meligeni André Sá                     | Donald Johnson Francisco Montana              | 6–3, 3–6, 6–3       |
| 1996       | Juan Carlos Bianchi Claude N'Goran             | Daniel Orsanic Laurence Tieleman              | 7–5, 6–4            |